# Самый жестокий год
«Самый жестокий год» (англ. A Most Violent Year) — криминальная драма режиссёра Джей Си Чендора с Оскаром Айзеком и Джессикой Честейн в главных ролях. Мировая премьера состоялась 4 ноября 2014 года на открытии Фестиваля Американского киноинститута (AFI Fest). Признан лучшим фильмом 2014 года по версии Национального совета кинокритиков США.

## Сюжет
Действие фильма происходит в Нью-Йорке зимой 1981 года, когда был зафиксирован один из самых высоких показателей уровня преступности в истории города.
Бизнесмен Эйбел Моралес пытается сохранить и расширить свою компанию, не используя при этом криминальные методы ведения дел, но на фоне коррупции, разгула преступности и социального упадка рискует потерять всё.

## В ролях
| Актёр                   | Роль                  |
| ----------------------- | --------------------- |
| Оскар Айзек             | Эйбел Моралес         |
| Джессика Честейн        | его жена Анна Моралес |
| Альберт Брукс           | адвокат Эндрю Уолш    |
| Дэвид Ойелоуо           | Лоуренс               |
| Алессандро Нивола       | Питер Форенти         |
| Элиес Габел             | Джулиан               |
| Каталина Сандино Морено | Луиза                 |
| Питер Джерети           | Билл О'Лири           |
| Кристофер Эбботт        | Луис Сервидио         |
| Эшли Уильямс            | Лэнг                  |
| Джон Прокаччино         | Артур Льюис           |
| Гленн Флешлер           | Арнольд Кляйн         |
| Джерри Эдлер            | Джозеф                |

## Создание
Главная женская роль была предложена Шарлиз Терон. Главную мужскую роль должен был исполнять Хавьер Бардем, но он выбыл из проекта по причине творческих разногласий с режиссёром. Роль была предложена Оскару Айзеку.

## Награды
| Награды и номинации                 | Награды и номинации                 | Награды и номинации | Награды и номинации                  | Награды и номинации |
| Награда                             | Категория                           | Номинант            | Результат                            |                     |
| ----------------------------------- | ----------------------------------- | ------------------- | ------------------------------------ | ------------------- |
| «Золотой глобус»                    | «Лучшая женская роль второго плана» | Джессика Честейн    | Номинация                            |                     |
| «Выбор критиков»                    | «Лучшая женская роль второго плана» | Джессика Честейн    | Номинация                            |                     |
| «Готэм»                             | «Лучшая мужская роль»               | Оскар Айзек         | Номинация                            |                     |
| «Независимый дух»                   | «Лучшая женская роль второго плана» | Джессика Честейн    | Номинация                            |                     |
| «Независимый дух»                   | «Лучший сценарий»                   | Джей Си Чендор      | Номинация                            |                     |
| «Независимый дух»                   | «Лучший монтаж»                     | Рон Патан           | Номинация                            |                     |
| Национальный совет кинокритиков США | «Лучший фильм»                      |                     | Победа                               |                     |
| Национальный совет кинокритиков США | «Лучшая мужская роль»               | Оскар Айзек         | Победа (совместно с Майклом Китоном) |                     |
| Национальный совет кинокритиков США | «Лучшая женская роль второго плана» | Джессика Честейн    | Победа                               |                     |